# Ливенская улица
Ли́венская у́лица — улица в районе Южное Бутово Юго-Западного административного округа города Москвы. Получила своё название в 1986 году в честь города Ливны в Орловской области, в силу того, что находится на пути автодороги М2 Крым, которая проходит через Орловскую область. Её прежнее название — Посёлок Поляны.

## Описание
Ливенская улица имеет двухстороннее транспортное движение (по полосе на каждое направление движения). До пересечения с Изюмской улицей имеет тротуары с 2 сторон; с одной стороны полосы —  газон с деревьями между проезжей частью и тротуаром. От Изюмской до Краснолиманской улицы имеет тротуары с 2 сторон, отделённые газоном.
В 2020 году была продлена от Изюмской улицы до Краснолиманской улицы за счёт присоединения Проектируемого проезда № 6074.

## Расположение
Ливенская улица начинается от Краснолиманской улицы и доходит до дошкольного учреждения школы № 1354 на Скобелевской улице.

## Здания и сооружения
По нечётной стороне:
- Дом № 1
- Дом № 3
- Универсам «Домашний» (дом № 11)

По чётной стороне:
- Дом № 2
- Дом № 2А строение 1
- Дом № 2А строение 2
- Дом № 6

## Транспорт
На самой улице нет ни станции метро, ни автобусной остановки. Но рядом есть следующие остановки Московского общественного транспорта:
- Станция метро  Улица Скобелевская (400 м)
- Автобусная остановка Ливенская улица (прежнее название — Школа) (280 м); маршруты: С1 С953 146 636[3].
- Станция МЦД-2  Бутово (270 м)